# 蕭時彥
蕭時彥（1601年—1684年），字君重，號鶴林，遼東鐵嶺人，明朝政治人物。

## 生平
明末因遼東戰亂，遷居山東德州，崇禎九年（1636年）中順天府鄉試舉人，崇禎十三年（1640年）中殿試乙榜，賜特用出身，歷官北直隸漷縣知縣、永平知縣。
明亡仕清，順治元年（1644年）任密雲僉事，二年陞淮徐兵備副使。順治三年（1646年）調武昌兵備副使、以招撫有功，遷荊南參政。順治七年（1650年）陞山西按察使，贈通議大夫。順治十年（1653年）任陝西右布政使。康熙初年遷雲南左布政使，於康熙十年致仕。